# Comuna Ordjonikidze, Krîvîi Rih
Ordjonikidze (în ucraineană Орджонікідзе) este o comună în raionul Krîvîi Rih, regiunea Dnipropetrovsk, Ucraina, formată din satele Kameane Pole, Kirove, Novopokrovka, Ordjonikidze (reședința), Vîsoke Pole și Zelene Pole.

## Demografie
Componența lingvistică a satului Ordjonikidze
     Ucraineană (88,39%)
     Rusă (10,76%)
     Alte limbi (0,31%)
Conform recensământului din 2001, majoritatea populației satului Ordjonikidze era vorbitoare de ucraineană (88,39%), existând în minoritate și vorbitori de rusă (10,76%).